# Eudem (general)
Eudem (en llatí Eudemus, en grec antic Εὔδημος) fou un general d'Alexandre el Gran a qui el rei va nomenar comandant de les tropes que va deixar a l'Índia, segons Flavi Arrià.
A la mort d'Alexandre es va apoderar dels territoris del rei hindú Poros d'Hidaspes, rei de Paurava i a traïció el va matar. Amb això es va convertir en un governant territorial poderós (sàtrapa) i el 317 aC va enviar una força de 3500 homes i 125 elefants de guerra en suport d'Èumenes de Càrdia i contra Antígon el borni, que va ser molt efectiva a la primera batalla de Gabiene, no per la seva devoció cap a ell, sinó per por de perdre els diners que li havia deixat, diu Plutarc.
Però després es va unir a la conspiració d'Antígenes i Tèutam contra Èumenes, si bé finalment va ser induït a revelar els plans dels conspiradors. Després de la rendició d'Èumenes, Antígon el borni, al que sempre havia estat enfrontat, en va ordenar la seva execució.